# Sex.com
Sex.com là một tên miền Internet và cổng thông tin thuộc sở hữu của Escom, LLC.

## Lịch sử
Vào 9 tháng 5 năm 1994, doanh nhân Gary Kremen (là người thành lập Match.com) đã đăng ký tên miền sex.com với Network Solutions.

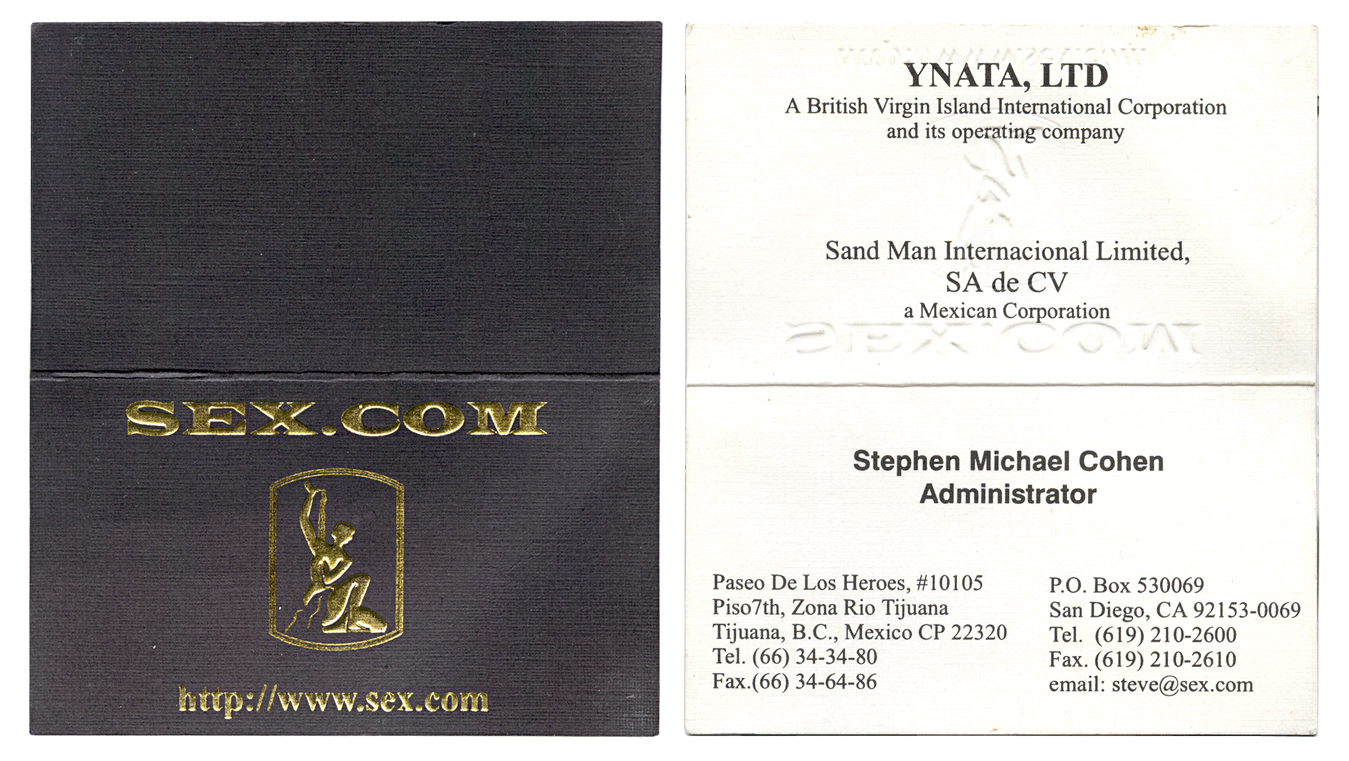
Sex.com

## Tên miền có giá cao nhất
Trong các báo cáo Sex.com đã được bán cho Escom LLC vào tháng 1 năm 2006, nó được bán với giá 14 triệu USD, giá cao nhất cho một tên miền Internet từ trước đến nay.